# Unbinil
Unbinil (Ubn, ang. unbinilium) – niezsyntetyzowany pierwiastek chemiczny o liczbie atomowej 120.

## Nazwa
Dla nieodkrytych pierwiastków superciężkich jest stosowane nazewnictwo systematyczne rekomendowane przez IUPAC. Nazwa pierwiastka została utworzona na podstawie jego liczby atomowej, z zestawienia przedrostków un+bi+nil, czyli 1+2+0.

## Historia
Jądra złożone o 120 protonach zostały wytworzone po raz pierwszy w 2003 w Instytucie Badań Jądrowych w Dubnej w Rosji:
24494Pu + 5826Fe → 302120Ubn* → rozszczepienie
23892U + 6428Ni → 302120Ubn* → rozszczepienie
Także francuscy fizycy, przy użyciu akceleratora GANIL, w 2004 roku uzyskali jądra złożone unbinilu. Uzyskane przez rosyjski i francuski zespół jądra miały wysokie energie wzbudzenia i uległy rozszczepieniu po 10−18 s, nie przekształcając się w pełni związany system, zatem nie oznaczało to odkrycia pierwiastka 120.
Pierwsze próby syntezy izotopu pierwiastka 120 zostały podjęte między styczniem a marcem 2007 r. w Dubnej w Rosji, w reakcji bombardowania tarczy z 244Pu jonami izotopu 58Fe. Mimo zapewnienia oszacowanej teoretycznie energii niezbędnej do zajścia syntezy jądrowej, nie uzyskano pozytywnych rezultatów.
24494Pu + 5826Fe → 302120Ubn* → bez wyniku
Zespół niemiecki z Instytutu Badań Ciężkich Jonów w Darmstadt w latach 2007–2008 próbował uzyskać ten sam izotop odmienną metodą, poprzez syntezę izotopów 238U oraz 64Ni:
23892U + 6428Ni → 302120Ubn* → bez wyniku
Oba zespoły planowały powtórzyć reakcje syntezy po zmodernizowaniu stosowanego sprzętu. Zespół z Darmstadt od kwietnia do czerwca 2011 próbował wykorzystać jeszcze inną reakcję syntezy, 248Cm z 54Cr, jednak pierwszy etap badań zakończył się niepowodzeniem.
24896Cm + 5424Cr → 302120Ubn* → bez wyniku
W sierpniu i wrześniu 2011 inny zespół z instytutu w Darmstadt podjął się próby otrzymania izotopu 299Ubn przy użyciu atomów 249Cf oraz 50Ti. Eksperyment osiągnął czułość ~200 fb, jednak nie stwierdzono powstania jądra o 120 protonach.
24998Cf + 5022Ti → 299120Ubn* → bez wyniku

## Właściwości
Na podstawie przewidywanej konfiguracji elektronowej można wnioskować o właściwościach chemicznych unbinilu. Jest to przypuszczalnie metal ziem alkalicznych, który – o ile posiada dostatecznie trwały izotop – najchętniej będzie tworzył jony Ubn2+ i związki na +2 stopniu utlenienia.